# 제48회 베네치아 국제 영화제
제48회 베네치아 국제 영화제는 1991년 9월 3일에 열린 시상식이다. 이탈리아 베니스에서 개최되었다.

## 수상 및 후보

### 황금사자상
- 우르가 - 니키타 미칼코프 수상

### 은사자상-감독상
- 홍등 - 장이머우 수상
- 피셔 킹 - 테리 길리엄 수상

### 볼피컵 여우주연상
- 에드워드 2세 - 틸다 스윈튼 수상

### 볼피컵 남우주연상
- 아이다호 - 리버 피닉스 수상

### 심사위원 특별상
- 신곡 - 마뇰 드 올리베이라 수상